# 文字揃え
文字揃え（もじそろえ）は、タイポグラフィで、行の中に文字をどう配置するかの規則である。
コンピュータでは、行頭を一致させる左揃えが最も一般的である。印刷物では、行頭と行末を共に一致させる両端揃えが一般的である。他にも、特殊な状況で使うさまざまな文字揃えがある。

## 文字揃えの種類

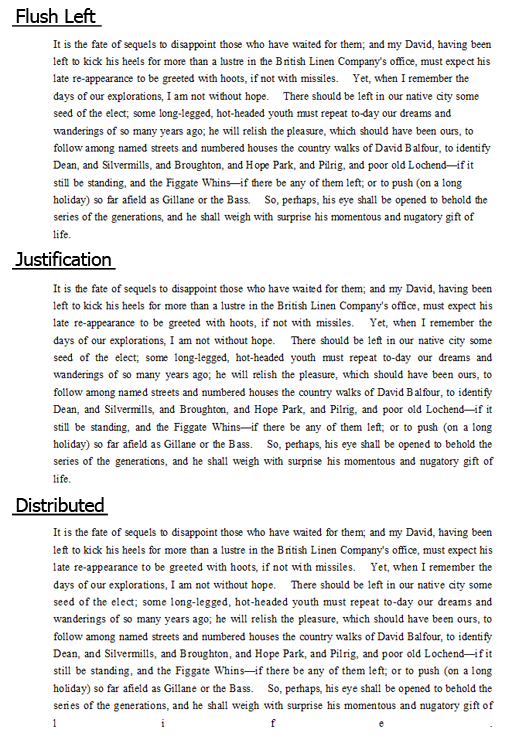
上から
左揃え (Flush Left)／両端揃え (Justification)／均等割付 (Distributed)

左揃え
行の左端（左横書きなら行頭）を一致させる。行の右端（行末）は不揃いになる。
右揃え
行の右端（左横書きなら行末）を一致させる。行の左端（行頭）は不揃いになる。署名や出典などの短い字句や、数値（整数）などに使う。右横書きでは左揃えと右揃えの役割は逆になる。
上揃え（天付き）・下揃え（地付き）
縦書きでの左揃え・右揃えに相当する。
中央揃え
行の中心を一致させる。行頭・行末とも不揃いになるが、アウトラインが左右対称になる。表題や、目立たせたい短文などに使う。
両端揃え（ジャスティフィケーション・均等割付）
行の両端を共に一致させる。行の長さが一定でない場合は、字間（欧文では語間）を調整して長さを一定にする。均等割付 (distribution) は欧文ではあまり使われることがないが、和文など東アジアの言語で書かれた文書では、その見栄えを良くするために用いられる。
小数点揃え（デシマルタブ）
数値（小数）に対して、小数点の位置を一致させる。
等号揃え
数式に対して、等号や不等号の位置を一致させる。

## 例示
| 左揃え   | ■■■■■■ ■■■ ■■■■ |
| 右揃え   | ■■■■■■ ■■■ ■■■■ |
| 中央揃え | ■■■■■■ ■■■ ■■■■ |